# Clerici (famiglia)
La Casata dei Clerici fu un'importante famiglia patrizia milanese, originaria del comasco.

## Storia

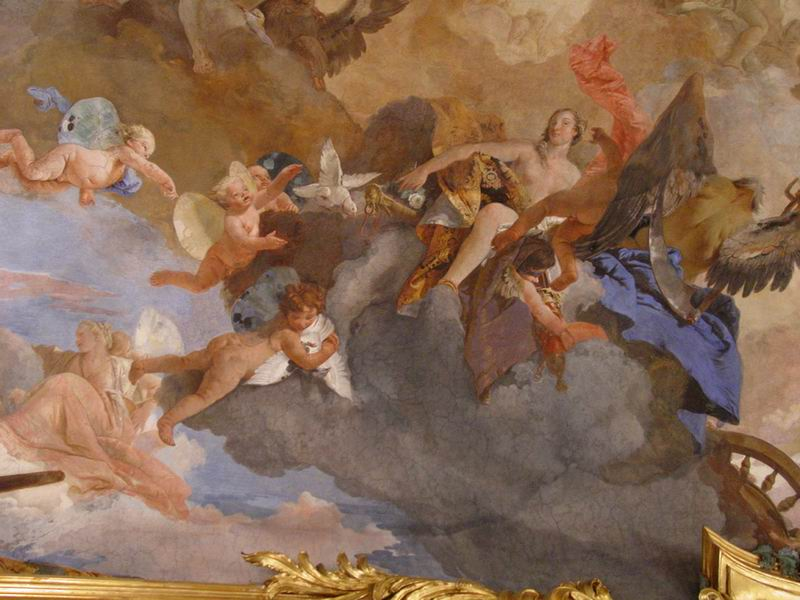
La gloria della famiglia Clerici in un affresco di Giovanni Battista Tiepolo nella Galleria degli Specchi di Palazzo Clerici a Milano

Blasone della famiglia Clerici

Le origini della famiglia Clerici risalgono al XV secolo quando viene citato il primo antenato noto della famiglia, Andrea Clerici, di Domaso, sul lago di Como. Questi svolgeva una professione legata in qualche modo al commercio di tessuti e stoffe, proseguita poi da suo figlio Cristoforo e dai figli di questo, Pietro Francesco e Giorgio. Quest'ultimo, detto Giorgione (talvolta indicato come Giorgio I), raffinò il proprio commercio nell'ambito della seta e divenne particolarmente ricco, al punto da riuscire ad associarsi con Gian Pietro Carcano, banchiere. Il suo patrimonio gli permise di acquistare dalla famiglia Visconti un terreno a Milano ove far sorgere la residenza della sua famiglia, quello che poi divenne il moderno Palazzo Clerici. Con lui la famiglia si trapiantò definitivamente nella capitale lombarda.
Grazie a questa unione d'interessi, la famiglia Clerici divenne particolarmente ricca all'inizio del XVII secolo al punto che il primogenito, Pietro Antonio, riuscì nel 1667 ad essere titolato marchese sul feudo di Cavenago (che aveva acquistato nel 1666) e ad imparentarsi con la nobile famiglia dei D'Adda, avendo sposato Vittoria, figlia di Pietro; per quanto questo matrimonio non produsse eredi, fu felice ed alla morte di Gian Pietro ne divenne erede il fratello minore Carlo Ludovico. Questi ebbe una rapida ascesa nei ranghi dell'amministrazione milanese, divenendo giudice e capitano di giustizia sino a raggiungere il rango di senatore. La sua carriera culminò con la nomina a reggente del Supremo Consiglio d'Italia, ovvero quell'organismo della corte reale di Madrid che reggeva le sorti del ducato di Milano, all'epoca sotto il dominio spagnolo. Fu Carlo Ludovico, alla fine del Seicento, a porsi al centro di una delle più curiose storie di successione feudale nel milanese: la famiglia Clerici aveva posto da qualche tempo la propria attenzione sulla terra di Cuggiono, nel milanese, il cui borgo era diviso in Cuggiono Maggiore e Cuggiono Minore. Quest'ultima parte di feudo, dal 1673, era passata alla nobile famiglia milanese dei Piantanida. Con l'intento di scalzare l'altra famiglia concorrente per l'intero feudo, il Clerici ad ogni modo offrì un'offerta molto bassa per gli oltre 200 fuochi (famiglie) presenti in paese e per questo motivo il Magistrato Straordinario che a Milano si occupava dei feudi ai nobili, decise di concedere l'intero possedimento ai Piantanida. Carlo Ludovico mise quindi sul piatto della bilancia l'influenza della sua famiglia e riuscì ad ottenere che il Magistrato Straordinario non solo riaprisse la pratica per l'infeudazione per Cuggiono Maggiore, ma anche per Cuggiono Minore che già i Piantanida avevano acquistato nel 1673. Favorito in questo da Carlo II di Spagna, il Clerici riuscì ad ottenere il feudo di Cuggiono Maggiore ma addivenne ad un accordo coi Piantanida, consentendo loro di possedere la parte di Cuggiono Minore.

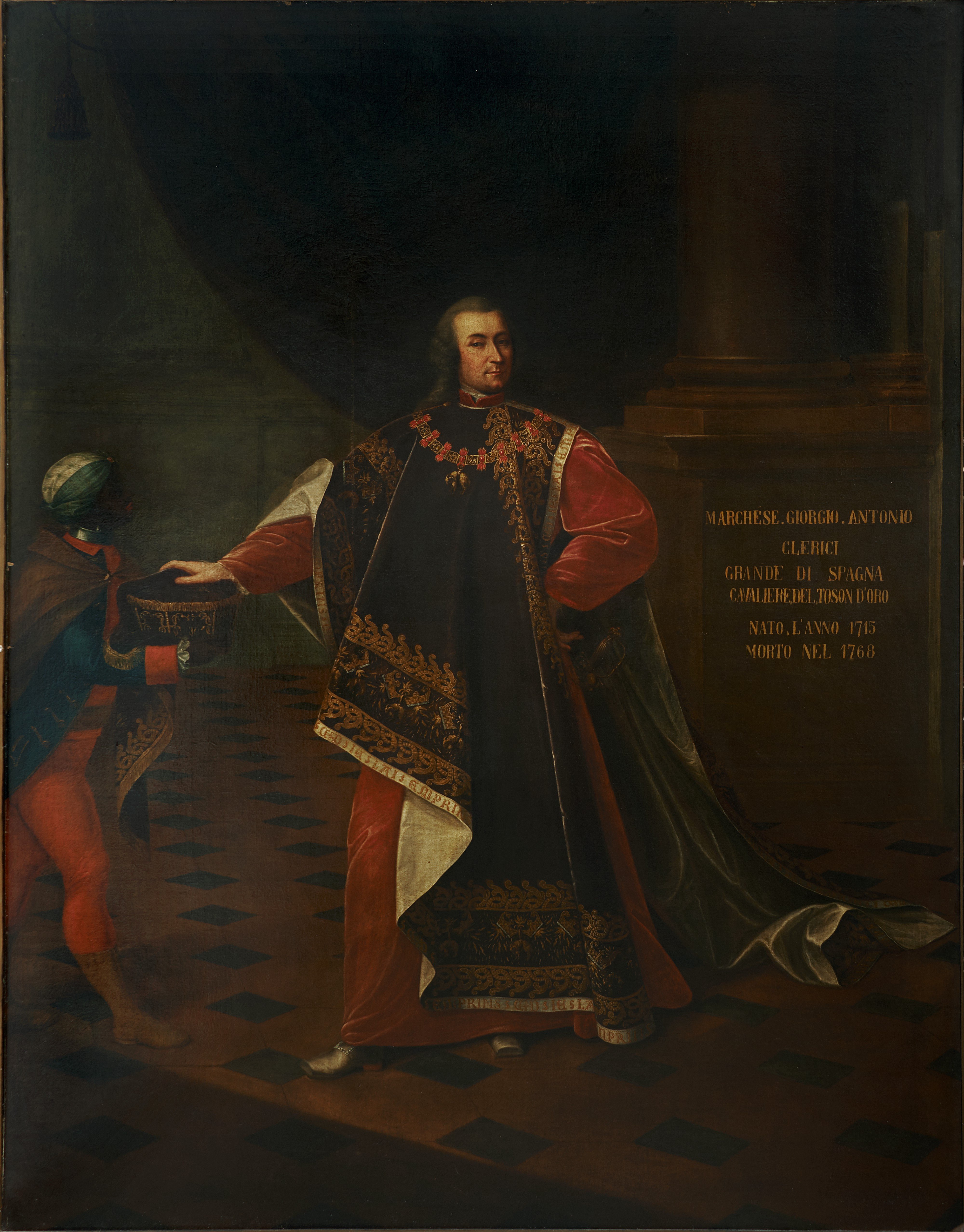
Ritratto del marchese Anton Giorgio Clerici.

L'unico figlio maschio legittimo di Carlo Ludovico, Giorgio (detto talvolta Giorgio II), fu questore ordinario dal 1673 e poi, come il padre, senatore e reggente del Supremo Consiglio d'Italia, divenendo infine presidente dello stesso senato di Milano dal 1717 sino al 1733. Re Carlo II di Spagna lo elevò al rango di grande di Spagna.
Giorgio ebbe un unico figlio maschio legittimo, Carlo Francesco, il quale venne avviato dal padre alla carriera politica e militare a Milano con la nomina a questore ordinario del Consiglio Segreto, ma morì prematuramente nel 1722. Questi aveva avuto un unico figlio legittimo, Carlo Giorgio, il quale morì in battaglia nel 1717. Il figlio di quest'ultimo, Anton Giorgio Clerici, fu anch'egli militare di grande spicco nonché personalità tra le più ricche nella Milano della sua epoca (il suo palazzo venne affrescato da Giovanni Battista Tiepolo) ed ottenne l'Ordine del Toson d'oro. Sposò la figlia di Annibale Visconti, castellano del Castello Sforzesco di Milano e comandante della piazza d'armi della capitale del ducato. Fu Anton Giorgio a far ammettere la famiglia Clerci nel patriziato milanese, facendole acquisire con le proprie ricchezze e la posizione raggiunta, quel rango di nobiltà a cui da tempo aspirava. Il matrimonio di Anton Giorgio e Fulvia Visconti, produsse due sole figlie femmine e pertanto alla morte del marchese, la sua eredità e la prosecuzione della casata passò ad un ramo collaterale della famiglia, confermando quindi l'estinzione del ramo principale della casata.
La famiglia proseguì quindi con Francesco Maria, lontano cugino di Anton Giorgio, il quale era discendente diretto di Giovanni Paolo, figlio naturale poi legittimato di Carlo Ludovico, II marchese. Francesco ottenne il marchesato e sposò Gaetana Melzi, ma con la calata dei napoleonici perse il titolo marchionale e per compensazione il figlio fu creato conte del Regno napoleonico d'Italia. Per sostentare la sua famiglia, venne inoltre costretto dapprima ad affittare e poi a vendere il prestigioso palazzo di famiglia a Milano all'arciduca Ferdinando d'Asburgo-Lorena, governatore di Milano, che vi tenne corte con la moglie, l'arciduchessa Maria Beatrice d'Este, prima di trasferirsi definitivamente a Palazzo Reale. Il titolo di marchese poté essere recuperato con la Restaurazione austriaca, ma venne riconosciuto ufficialmente solo nel 1893 dal governo del Regno d'Italia. Un suo discendente fu Giorgio, celebre patriota della prima guerra d'indipendenza italiana e poi ministro dell'agricoltura del Regno d'Italia.

## Albero genealogico
|                                                                      |                                                                                |                                                                                |                                                                                     |                                                                                     | | |                                                                          |                                                                          |                                                                             |                                                                             |                                                                        |                                                                    |                                                                          |                                                                          |                                                                                    |                                                                                    |                              |                              |                   |                   |
|                                                                      |                                                                                |                                                                                |                                                                                     |                                                                                     | | |                                                                          |                                                                          |                                                                             | Pietro Antonio *1489 †? ?                                                   |                                                                        |                                                                    |                                                                          |                                                                          |                                                                                    |                                                                                    |                              |                              |                   |                   |
|                                                                      |                                                                                |                                                                                |                                                                                     |                                                                                     | | |                                                                          |                                                                          |                                                                             |                                                                             |                                                                        |                                                                    |                                                                          |                                                                          |                                                                                    |                                                                                    |                              |                              |                   |                   |
|                                                                      |                                                                                |                                                                                |                                                                                     |                                                                                     | | |                                                                          |                                                                          |                                                                             |                                                                             |                                                                        |                                                                    |                                                                          |                                                                          |                                                                                    |                                                                                    |                              |                              |                   |                   |
|                                                                      |                                                                                |                                                                                |                                                                                     |                                                                                     | | |                                                                          |                                                                          |                                                                             | Cristoforo XVI sec. ?                                                       |                                                                        |                                                                    |                                                                          |                                                                          |                                                                                    |                                                                                    |                              |                              |                   |                   |
|                                                                      |                                                                                |                                                                                |                                                                                     |                                                                                     | | |                                                                          |                                                                          |                                                                             |                                                                             |                                                                        |                                                                    |                                                                          |                                                                          |                                                                                    |                                                                                    |                              |                              |                   |                   |
|                                                                      |                                                                                |                                                                                |                                                                                     |                                                                                     | | |                                                                          |                                                                          |                                                                             |                                                                             |                                                                        |                                                                    |                                                                          |                                                                          |                                                                                    |                                                                                    |                              |                              |                   |                   |
|                                                                      |                                                                                |                                                                                |                                                                                     |                                                                                     | | |                                                                          |                                                                          |                                                                             | Giorgio Giorgione Clerici *1575 †1665 Angiola Porro                         |                                                                        |                                                                    |                                                                          |                                                                          |                                                                                    |                                                                                    |                              |                              |                   |                   |
|                                                                      |                                                                                |                                                                                |                                                                                     |                                                                                     | | |                                                                          |                                                                          |                                                                             |                                                                             |                                                                        |                                                                    |                                                                          |                                                                          |                                                                                    |                                                                                    |                              |                              |                   |                   |
|                                                                      |                                                                                |                                                                                |                                                                                     |                                                                                     | | |                                                                          |                                                                          |                                                                             |                                                                             |                                                                        |                                                                    |                                                                          |                                                                          |                                                                                    |                                                                                    |                              |                              |                   |                   |
|                                                                      |                                                                                |                                                                                |                                                                                     |                                                                                     | | | Pietro Antonio, I marchese di Cavenago †1671 Vittoria D'Adda senza eredi | Pietro Antonio, I marchese di Cavenago †1671 Vittoria D'Adda senza eredi | Carlo, II marchese di Cavenago *1615 †1677 Eufemia Bonetti *Prassede Rovida | Carlo, II marchese di Cavenago *1615 †1677 Eufemia Bonetti *Prassede Rovida | Francesco *1622 †1684 1.Anna Imbonati 2.Anna Arbona                    | Francesco *1622 †1684 1.Anna Imbonati 2.Anna Arbona                | Anna ?-? Antonio Francesco Fossani                                       | Anna ?-? Antonio Francesco Fossani                                       |                                                                                    |                                                                                    |                              |                              |                   |                   |
|                                                                      |                                                                                |                                                                                |                                                                                     |                                                                                     | | |                                                                          |                                                                          |                                                                             |                                                                             |                                                                        |                                                                    |                                                                          |                                                                          |                                                                                    |                                                                                    |                              |                              |                   |                   |
|                                                                      |                                                                                |                                                                                |                                                                                     |                                                                                     | | |                                                                          |                                                                          |                                                                             |                                                                             |                                                                        |                                                                    |                                                                          |                                                                          |                                                                                    |                                                                                    |                              |                              |                   |                   |
|                                                                      |                                                                                |                                                                                |                                                                                     |                                                                                     | Giorgio, III marchese di Cavenago *1648 †1736 1.Caterina Pallavicino Trivulzio 2.Barbara Barbavara | Giorgio, III marchese di Cavenago *1648 †1736 1.Caterina Pallavicino Trivulzio 2.Barbara Barbavara | Cecilia †1723 1.Giuseppe Antonio Caccia 2.? Serafini                     | Cecilia †1723 1.Giuseppe Antonio Caccia 2.? Serafini                     |                                                                             | Clara *1653 †1734 Federico Fagnani, I marchese di Gerenzano                 | Clara *1653 †1734 Federico Fagnani, I marchese di Gerenzano            |                                                                    | *Giovanni Paolo *1656 †1710 1.Antonia Baldironi 2.Francesca Da Bussero   | *Giovanni Paolo *1656 †1710 1.Antonia Baldironi 2.Francesca Da Bussero   |                                                                                    |                                                                                    |                              |                              |                   |                   |
|                                                                      |                                                                                |                                                                                |                                                                                     |                                                                                     | | |                                                                          |                                                                          |                                                                             |                                                                             |                                                                        |                                                                    |                                                                          |                                                                          |                                                                                    |                                                                                    |                              |                              |                   |                   |
|                                                                      |                                                                                |                                                                                |                                                                                     |                                                                                     | | |                                                                          |                                                                          |                                                                             |                                                                             |                                                                        |                                                                    |                                                                          |                                                                          |                                                                                    |                                                                                    |                              |                              |                   |                   |
|                                                                      |                                                                                | 1.Carlo Francesco *1672 †1722 Giovanna Ferrero Fieschi                         | 1.Carlo Francesco *1672 †1722 Giovanna Ferrero Fieschi                              | 1.Cecilia ?-? ?                                                                     | 1.Cecilia ?-? ?                                                                                    | 1.Clara ?-? ?                                                                                      | 1.Clara ?-? ?                                                            | 2.Rosa *1722 †1807 Federico Fagnani, III marchese di Gerenzano           | 2.Rosa *1722 †1807 Federico Fagnani, III marchese di Gerenzano              |                                                                             |                                                                        |                                                                    | 2.Giorgio *1698 †1766 Marianna Lomazzi                                   | 2.Giorgio *1698 †1766 Marianna Lomazzi                                   |                                                                                    |                                                                                    |                              |                              |                   |                   |
|                                                                      |                                                                                |                                                                                |                                                                                     |                                                                                     | | |                                                                          |                                                                          |                                                                             |                                                                             |                                                                        |                                                                    |                                                                          |                                                                          |                                                                                    |                                                                                    |                              |                              |                   |                   |
|                                                                      |                                                                                |                                                                                |                                                                                     |                                                                                     | | |                                                                          |                                                                          |                                                                             |                                                                             |                                                                        |                                                                    |                                                                          |                                                                          |                                                                                    |                                                                                    |                              |                              |                   |                   |
|                                                                      | Carlo Giorgio *1696 †1711 Maria Gaetana Archinto                               | Carlo Giorgio *1696 †1711 Maria Gaetana Archinto                               | Marianna *1714 †1751 Pio Giuseppe Ghislieri Ayzaga Malaspina, III marchese di Sommo | Marianna *1714 †1751 Pio Giuseppe Ghislieri Ayzaga Malaspina, III marchese di Sommo | | |                                                                          |                                                                          |                                                                             |                                                                             |                                                                        |                                                                    | Francesco Maria, V marchese di Cavenago *1744 †1810 Gaetana Melzi d'Eryl | Francesco Maria, V marchese di Cavenago *1744 †1810 Gaetana Melzi d'Eryl |                                                                                    |                                                                                    |                              |                              |                   |                   |
|                                                                      |                                                                                |                                                                                |                                                                                     |                                                                                     | | |                                                                          |                                                                          |                                                                             |                                                                             |                                                                        |                                                                    |                                                                          |                                                                          |                                                                                    |                                                                                    |                              |                              |                   |                   |
|                                                                      |                                                                                |                                                                                |                                                                                     |                                                                                     | | |                                                                          |                                                                          |                                                                             |                                                                             |                                                                        |                                                                    |                                                                          |                                                                          |                                                                                    |                                                                                    |                              |                              |                   |                   |
|                                                                      | Anton Giorgio, IV marchese di Cavenago *1715 †1768 Fulvia Visconti di Saliceto | Anton Giorgio, IV marchese di Cavenago *1715 †1768 Fulvia Visconti di Saliceto |                                                                                     |                                                                                     | | | Giorgio Vitaliano, VI marchese di Cavenago *1781 †1819                   | Giorgio Vitaliano, VI marchese di Cavenago *1781 †1819                   | Paolo Giovanni, VII marchese di Cavenago *1782 †1857 Giovanna Negri         | Paolo Giovanni, VII marchese di Cavenago *1782 †1857 Giovanna Negri         | Teresa *1783 †1853 Carlo Antonio Brambilla, III signore di Civesio     | Teresa *1783 †1853 Carlo Antonio Brambilla, III signore di Civesio | Antonia *1784 †? Davide Brembati, conte                                  | Antonia *1784 †? Davide Brembati, conte                                  | Marianna *1794 †1881 Francesco Bernardino Lurani Cernuschi, IV conte di Calvenzano | Marianna *1794 †1881 Francesco Bernardino Lurani Cernuschi, IV conte di Calvenzano | Pietro Napoleone *1803 †1820 | Pietro Napoleone *1803 †1820 | Carlo *1804 †1807 | Carlo *1804 †1807 |
|                                                                      |                                                                                |                                                                                |                                                                                     |                                                                                     | | |                                                                          |                                                                          |                                                                             |                                                                             |                                                                        |                                                                    |                                                                          |                                                                          |                                                                                    |                                                                                    |                              |                              |                   |                   |
|                                                                      |                                                                                |                                                                                |                                                                                     |                                                                                     | | |                                                                          |                                                                          |                                                                             |                                                                             |                                                                        |                                                                    |                                                                          |                                                                          |                                                                                    |                                                                                    |                              |                              |                   |                   |
| Claudia Caterina *1736 †1824 Vitaliano Biglia, V marchese di Saronno | Claudia Caterina *1736 †1824 Vitaliano Biglia, V marchese di Saronno           | Maria †1757                                                                    | Maria †1757                                                                         | Giorgio, VIII marchese di Cavenago *1815 †1877                                      | Giorgio, VIII marchese di Cavenago *1815 †1877                                                     | Sofia *? †? Antonio Brembati, conte                                                                | Sofia *? †? Antonio Brembati, conte                                      | Agnese *? †? Antonio Barni, IV conte di Roncadello                       | Agnese *? †? Antonio Barni, IV conte di Roncadello                          | Pietro Antonio, IX marchese di Cavenago *1824 †1907 Enrichetta Kasdorf      | Pietro Antonio, IX marchese di Cavenago *1824 †1907 Enrichetta Kasdorf | Carlo †1866                                                        | Carlo †1866                                                              | Ersilia *? †? Innocenzo Pini                                             | Ersilia *? †? Innocenzo Pini                                                       |                                                                                    |                              |                              |                   |                   |
|                                                                      |                                                                                |                                                                                |                                                                                     |                                                                                     | | |                                                                          |                                                                          |                                                                             |                                                                             |                                                                        |                                                                    |                                                                          |                                                                          |                                                                                    |                                                                                    |                              |                              |                   |                   |
|                                                                      |                                                                                |                                                                                |                                                                                     |                                                                                     | | |                                                                          |                                                                          |                                                                             |                                                                             |                                                                        |                                                                    |                                                                          |                                                                          |                                                                                    |                                                                                    |                              |                              |                   |                   |
|                                                                      |                                                                                |                                                                                |                                                                                     |                                                                                     | | |                                                                          |                                                                          |                                                                             | Ebbe discendenza ·                                                          |                                                                        |                                                                    |                                                                          |                                                                          |                                                                                    |                                                                                    |                              |                              |                   |                   |

## Marchesi di Cavenago (1661)
- Pietro Antonio (?-1671), I marchese di Cavenago
- Carlo Ludovico (1615-1677), II marchese di Cavenago, fratello del precedente
- Giorgio (II) (1648-1736), III marchese di Cavenago
- Anton Giorgio (1715-1768), IV marchese di Cavenago, pronipote del precedente suo bisnonno
- Francesco Maria (1768-1810), V marchese di Cavenago, cugino del precedente
- Giorgio Vitaliano (1781-1819), conte del Regno napoleonico d'Italia, poi VI marchese di Cavenago
- Paolo Giovanni (1782-1857), VII marchese di Cavenago, fratello del precedente
- Giorgio (1815-1877), VIII marchese di Cavenago
- Pietro Antonio (1824-1907), IX marchese di Cavenago, fratello del precedente
- Giorgio (?-?), X marchese di Cavenago
- Paolo (1893-1952), XI marchese di Cavenago
- Giorgio (1925-2006), XII marchese di Cavenago
- Ludovico (1961), XIII marchese di Cavenago